# Nocturne (1946)

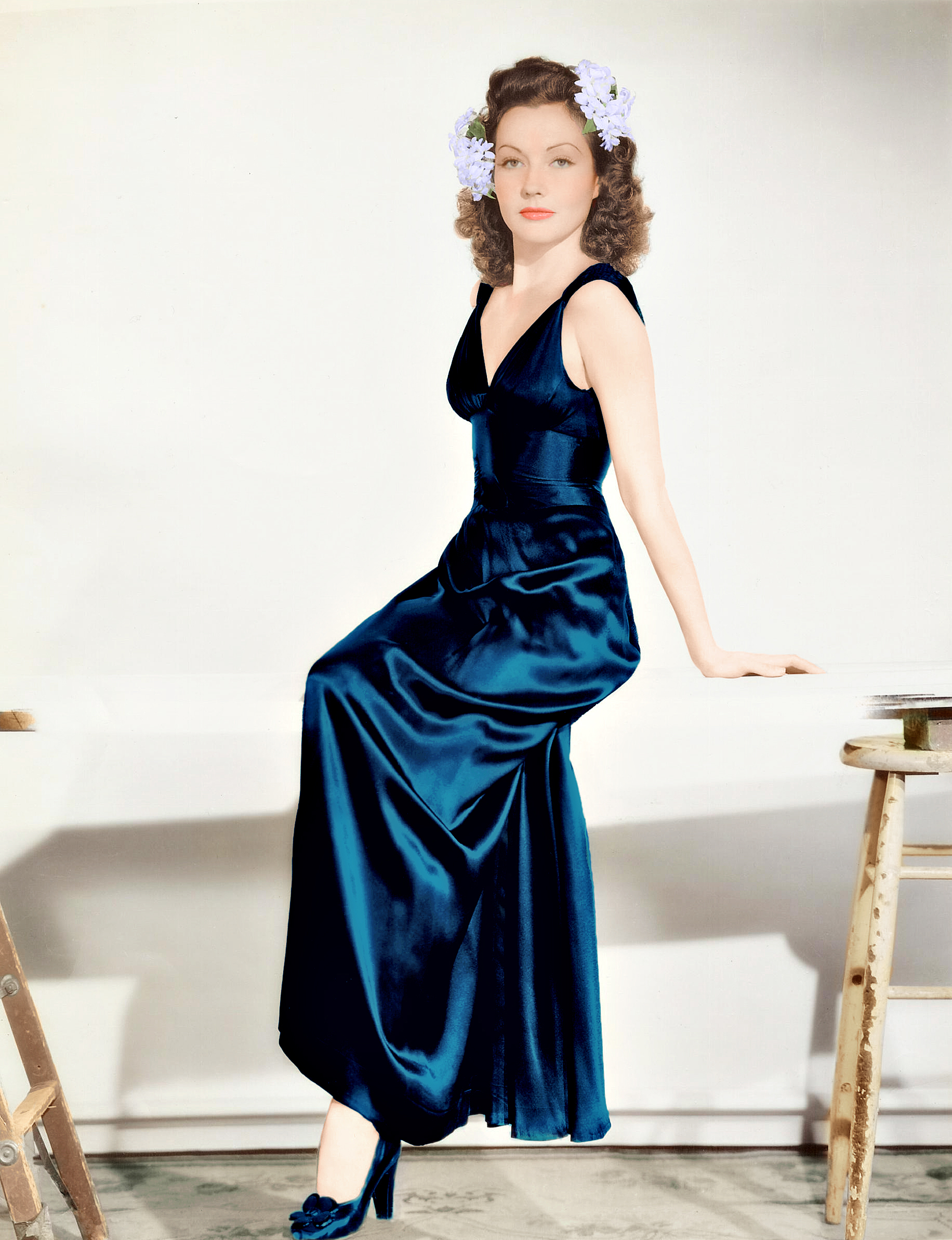
Lynn Bari em foto de 1944 para a revista Yank, do Exército dos EUA. Entre os soldados norte-americanos que lutaram na Guerra, ela era a pin-up mais popular, atrás apenas de Betty Grable. No cinema, foi diversas vezes "a outra" em produções classe A ou a mocinha em inúmeros filmes B. Faleceu em 1989, de ataque cardíaco.

Nocturne (bra: Noturno) é um filme estadunidense de 1946, do gênero filme noir, dirigido por Edwin L. Marin e estrelado por George Raft e Lynn Bari.
Produzido pela roteirista Joan Harrison, colaboradora de longa data de Alfred Hitchcock, o filme foi um grande sucesso de bilheteria, tendo dado um lucro de $568,000, em valores da época.

## Sinopse
Quando o mulherengo compositor Keith Vincent aparece morto, a polícia logo acredita em suicídio, exceto o detetive durão Joe Warne. Suas investigações levam-no a descobrir que Keith, nos últimos anos, seduziu e depois abandonou várias jovens. Estas jovens, num total de dez, apareceram mortas, todas aparentando ter sido assassinadas. Ora, esta descoberta mostra que o músico poderia tê-las matado, ele mesmo. Mas... e quem matou Keith? Joe desconfia de Frances Ramson, que talvez tenha liquidado o Casanova para vingar sua irmã, uma das vítimas. O problema é que Frances é linda e Joe não resiste: acaba por se envolver sentimentalmente com ela.
Por outro lado, sua pertinácia é tão grande que o leva a criar problemas para seus chefes. Daí a ser expulso da corporação é um pulo. Joe, todavia, não desiste enquanto não desmascara o criminoso.

## Elenco
| Ator/Atriz      | Personagem         |
| --------------- | ------------------ |
| George Raft     | Tenente Joe Warne  |
| Lynn Bari       | Frances Ramson     |
| Virginia Huston | Carol Page         |
| Joseph Pevney   | Ned 'Fingers' Ford |
| Myrna Dell      | Susan Flanders     |
| Edward Ashley   | Keith Vincent      |
| Walter Sande    | Tenente Halberson  |
| Mabel Paige     | Senhora Warne      |
| Bernard Hoffman | Erik Torp          |
| Queenie Smith   | Queenie            |
| Mack Grey       | Gratz              |